# Мерзи
Мерси (енгл. River Mersey) је река на северозападу Енглеске у Уједињеном Краљевству. Име реке је англосаксонског порекла и значи гранична река. Мерси је већ вековима граница између историјских грофовија Ланкашир и Чешир. 
Река настаје спајањем река Етероу, Гојт и Тејм код Стокпорта у области Ширег Манчестера. У свом даљем току укршта се са Манчестерским бродским каналом. Река се завршава естуаром који се празни у Ирско море. Плима на естуару може, зависно од месечеве мене, да износи од 4 до 10 метара. Градско подручје које постоји са обе стране естуара се назива Мерсисајд. 
Лука на естуару реке Мерси код Ливерпула, Сифорт док (Seaforth Dock), отворена је 1971. Преко ње се обавља око 25% контејнерског транспорта између УК и САД. 